# Lopatna, Orhei
Lopatna este un sat din cadrul comunei Jora de Mijloc din raionul Orhei, Republica Moldova